# Biegi narciarskie na Zimowych Igrzyskach Olimpijskich 1924 – bieg na 50 km stylem klasycznym mężczyzn
Biegi narciarskie na Zimowych Igrzyskach Olimpijskich 1924 – bieg na 50 km stylem klasycznym mężczyzn – jeden z dwóch biegów narciarskich rozegranych w ramach I Zimowych Igrzysk Olimpijskich w Chamonix w 1924 r.
W biegu, który odbył się w dniu 30 stycznia 1924 r. wzięło udział 33 zawodników, natomiast 10 nie wystartowało.

## Wyniki
| Miejsce | Zawodnik              | Państwo        | Czas    |
| ------- | --------------------- | -------------- | ------- |
| 1.      | Thorleif Haug         | Norwegia       | 3:44:32 |
| 2.      | Thoralf Strømstad     | Norwegia       | 3:46:23 |
| 3.      | Johan Grøttumsbråten  | Norwegia       | 3:47:46 |
| 4.      | Jon Mårdalen          | Norwegia       | 3:49:48 |
| 5.      | Torkel Persson        | Szwecja        | 4:05:59 |
| 6.      | Ernst Alm             | Szwecja        | 4:06:31 |
| 7.      | Matti Raivio          | Finlandia      | 4:06:50 |
| 8.      | Oskar Lindberg        | Szwecja        | 4:07:44 |
| 9.      | Enrico Colli          | Włochy         | 4:10:50 |
| 10.     | Giuseppe Ghedina      | Włochy         | 4:27:48 |
| 11.     | Vincenzo Colli        | Włochy         | 4:31:34 |
| 12.     | Štěpán Hevák          | Czechosłowacja | 4:44:58 |
| 13.     | Benigno Ferrera       | Włochy         | 4:45:39 |
| 14.     | Anton Gottstein       | Czechosłowacja | 4:45:48 |
| 15.     | Édouard Pouteil-Noble | Francja        | 4:58:27 |
| 16.     | Auguste Perrin        | Francja        | 5:04:16 |
| 17.     | Josef Německý         | Czechosłowacja | 5:05:06 |
| 18.     | Camille Médy          | Francja        | 5:10:44 |
| 19.     | Oldřich Kolář         | Czechosłowacja | 5:18:14 |
| 20.     | Ferenc Németh         | Węgry          | 6:16:32 |
| 21.     | Szczepan Witkowski    | Polska         | 6:25:58 |
| –       | Per-Erik Hedlund      | Szwecja        | DNF     |
| –       | Tapani Niku           | Finlandia      | DNF     |
| –       | André Blusset         | Francja        | DNF     |
| –       | Erkki Kämäräinen      | Finlandia      | DNF     |
| –       | Simon Julen           | Szwajcaria     | DNF     |
| –       | Dušan Zinaja          | Królestwo SHS  | DNF     |
| –       | Roberts Plūme         | Łotwa          | DNF     |
| –       | Mirko Pandaković      | Królestwo SHS  | DNF     |
| –       | Hans Herrmann         | Szwajcaria     | DNF     |
| –       | Zdenko Švigelj        | Królestwo SHS  | DNF     |
| –       | Alfred Aufdenblatten  | Szwajcaria     | DNF     |
| –       | Anton Collin          | Finlandia      | DNF     |